# Finkenberg (Hildesheim)
Der Finkenberg bei Sorsum im niedersächsischen Landkreis Hildesheim ist eine etwa 222,5 m ü. NHN hohe Erhebung der zum Innerstebergland gehörenden Giesener Berge.

## Geographie

### Lage
Der Finkenberg liegt im südlichen Mittelteil der Giesener Berge, die sich nördlich an den bis 358,9 m hohen Hildesheimer Wald anschließen und von dort aus nach Norden streben. Er erhebt sich zwischen Sorsum im Westen und Moritzberg im Osten, die beide zur Stadt Hildesheim gehören. In Richtung Süden leitet die Landschaft östlich vorbei an einer eventuell namenlosen Kuppe (226,1 m) und westlich vorbei am Rottsberg (200 bis 220 m) zum Lerchenberg (242,5 m) über.

### Naturräumliche Zuordnung
Der Finkenberg gehört in der naturräumlichen Haupteinheitengruppe Weser-Leine-Bergland (Nr. 37), in der Haupteinheit Innerstebergland (379) und in der Untereinheit Hildesheimer Bergland (379.0) zum Naturraum Giesener Berge (379.00).

### Kuppen
Der Finkenberg hat drei nahe beieinander liegende Kuppen – sortiert nach Höhe in Meter (m) über Normalhöhennull (NHN):
- Hauptkuppe: 222,5 m[1]
- Feuerknäul: 220,1 m[1] (nordwestlich der Hauptkuppe)
- Nordnordwestkuppe: 187,7 m[2]

## Schutzgebiete
Auf dem Finkenberg liegt der Nordteil des Naturschutzgebiets Finkenberg/Lerchenberg (CDDA-Nr. 329374; 2004 ausgewiesen; 2,57 km² groß), an das sich nordöstlich das NSG Gallberg (CDDA-Nr. 81710; 1976; 42 ha) anschließt. Nördlich der Erhebung befindet sich ein Bereich des mehrteiligen Landschaftsschutzgebiets Gallberg, Finkenberg und Lerchenberg (CDDA-Nr. 320950; 1968; 1,01 km²). Außerdem liegen auf der Erhebung nördliche Teile des Fauna-Flora-Habitat-Gebiets Haseder Busch, Giesener Berge, Gallberg, Finkenberg (FFH-Nr. 3825-301; 7,42 km²) und nördliche des Vogelschutzgebiets Hildesheimer Wald (VSG-Nr. 3825-401; 12,47 km²).

## Geologie und Flora
Der Finkenberg besteht vorwiegend aus Muschelkalkstein und ist überwiegend mit Rotbuchen, Edellaubbäumen und Eichen bewaldet.

## Verkehr und Wandern
Etwas westlich vorbei am Finkenberg führt, von der Bundesstraße 1 bei Emmerke kommend, in Nord-Süd-Richtung die auch westlich vorbei an Hildesheim-Sorsum nach Hildesheim-Hildesheimer Wald verlaufende Landesstraße 460. Zum Beispiel an dieser Straße oder an der von Hildesheim-Moritzberg kommenden Triftstraße mit dortigem Rundwanderweg Route 2 (führt südöstlich vorbei am Finkenberg) beginnend kann die Erhebung auf zumeist Waldwegen und -pfaden erwandert werden.